# Album al numero uno nella Billboard 200 nel 2016
Di seguito è proposta la lista degli album al numero uno nella Billboard 200 nel 2016. La Billboard 200 è una classifica musicale che considera gli album e gli EP più di successo negli Stati Uniti. I dati vengono raccolti dalla compagnia Nielsen SoundScan e, in seguito, la classifica finale viene pubblicata settimanalmente dalla rivista Billboard. La classifica si basa sulle unità equivalenti ad album, che includono le vendite fisiche, le vendite digitali e lo streaming sulle piattaforme online delle singole tracce di un album.
Durante il 2016, 33 album hanno raggiunto la prima posizione della Billboard 200. Di questi, solamente l'album 25 della cantante britannica Adele aveva iniziato il suo dominio l'anno precedente, quando debuttò alla prima posizione nel novembre 2015.

## Billboard 200
| † | Indica l'album con le migliori prestazioni del 2016. |

| Data         | Album                                                                   | Artista              | Tot. sett. #1 | Unità vendute | Fonti           |
| ------------ | ----------------------------------------------------------------------- | -------------------- | ------------- | ------------- | --------------- |
| 2 gennaio    | 25 †                                                                    | Adele                | 10            | 825.000       | [ 2 ] [ 3 ]     |
| 9 gennaio    | 25 †                                                                    | Adele                | 10            | 1.160.000     | [ 4 ] [ 5 ]     |
| 16 gennaio   | 25 †                                                                    | Adele                | 10            | 363.000       | [ 6 ] [ 7 ]     |
| 23 gennaio   | 25 †                                                                    | Adele                | 10            | 194.000       | [ 8 ] [ 9 ]     |
| 30 gennaio   | Blackstar                                                               | David Bowie          | 1             | 181.000       | [ 10 ] [ 11 ]   |
| 6 febbraio   | Death of a Bachelor                                                     | Panic! at the Disco  | 1             | 190.000       | [ 12 ] [ 13 ]   |
| 13 febbraio  | 25 †                                                                    | Adele                | 10            | 116.000       | [ 14 ] [ 15 ]   |
| 20 febbraio  | Anti                                                                    | Rihanna              | 2             | 166.000       | [ 16 ] [ 17 ]   |
| 27 febbraio  | Evol                                                                    | Future               | 1             | 134.000       | [ 18 ] [ 19 ]   |
| 5 marzo      | 25 †                                                                    | Adele                | 10            | 151.000       | [ 20 ] [ 21 ]   |
| 12 marzo     | 25 †                                                                    | Adele                | 10            | 100.000       | [ 22 ] [ 23 ]   |
| 19 marzo     | I Like It When You Sleep, for You Are So Beautiful Yet So Unaware of It | The 1975             | 1             | 108.000       | [ 24 ] [ 25 ]   |
| 26 marzo     | untitled unmastered.                                                    | Kendrick Lamar       | 1             | 178.000       | [ 26 ] [ 27 ]   |
| 2 aprile     | Anti                                                                    | Rihanna              | 2             | 54.000        | [ 28 ] [ 29 ]   |
| 9 aprile     | This Is What the Truth Feels Like                                       | Gwen Stefani         | 1             | 84.000        | [ 30 ] [ 31 ]   |
| 16 aprile    | Mind of Mine                                                            | Zayn                 | 1             | 157.000       | [ 32 ] [ 33 ]   |
| 23 aprile    | The Life of Pablo                                                       | Kanye West           | 1             | 94.000        | [ 34 ] [ 35 ]   |
| 30 aprile    | Cleopatra                                                               | The Lumineers        | 1             | 125.000       | [ 36 ] [ 37 ]   |
| 7 maggio     | The Very Best of Prince                                                 | Prince               | 1             | 179.000       | [ 38 ] [ 39 ]   |
| 14 maggio    | Lemonade                                                                | Beyoncé              | 1             | 653.000       | [ 40 ] [ 41 ]   |
| 21 maggio    | Views                                                                   | Drake                | 13            | 1.040.000     | [ 42 ] [ 43 ]   |
| 28 maggio    | Views                                                                   | Drake                | 13            | 313.000       | [ 44 ] [ 45 ]   |
| 4 giugno     | Views                                                                   | Drake                | 13            | 239.000       | [ 46 ] [ 47 ]   |
| 11 giugno    | Views                                                                   | Drake                | 13            | 189.000       | [ 48 ] [ 49 ]   |
| 18 giugno    | Views                                                                   | Drake                | 13            | 152.000       | [ 50 ] [ 51 ]   |
| 25 giugno    | Views                                                                   | Drake                | 13            | 135.000       | [ 52 ] [ 53 ]   |
| 2 luglio     | Views                                                                   | Drake                | 13            | 121.000       | [ 54 ] [ 55 ]   |
| 9 luglio     | Views                                                                   | Drake                | 13            | 124.000       | [ 56 ] [ 57 ]   |
| 16 luglio    | Views                                                                   | Drake                | 13            | 111.000       | [ 58 ] [ 59 ]   |
| 23 luglio    | California                                                              | Blink-182            | 1             | 186.000       | [ 60 ] [ 61 ]   |
| 30 luglio    | Views                                                                   | Drake                | 13            | 92.000        | [ 62 ] [ 63 ]   |
| 6 agosto     | Views                                                                   | Drake                | 13            | 89.000        | [ 64 ] [ 65 ]   |
| 13 agosto    | Views                                                                   | Drake                | 13            | 85.000        | [ 66 ] [ 67 ]   |
| 20 agosto    | Major Key                                                               | DJ Khaled            | 1             | 95.000        | [ 68 ] [ 69 ]   |
| 27 agosto    | Suicide Squad: The Album                                                | Artisti vari         | 2             | 182.000       | [ 70 ] [ 71 ]   |
| 3 settembre  | Suicide Squad: The Album                                                | Artisti vari         | 2             | 93.000        | [ 72 ] [ 73 ]   |
| 10 settembre | Blonde                                                                  | Frank Ocean          | 1             | 276.000       | [ 74 ] [ 75 ]   |
| 17 settembre | Encore: Movie Partners Sing Broadway                                    | Barbra Streisand     | 1             | 149.000       | [ 76 ] [ 77 ]   |
| 24 settembre | Birds in the Trap Sing McKnight                                         | Travis Scott         | 1             | 88.000        | [ 78 ] [ 79 ]   |
| 1º ottobre   | They Don't Know                                                         | Jason Aldean         | 1             | 138.000       | [ 80 ] [ 81 ]   |
| 8 ottobre    | Views                                                                   | Drake                | 13            | 53.000        | [ 82 ] [ 83 ]   |
| 15 ottobre   | Illuminate                                                              | Shawn Mendes         | 1             | 145.000       | [ 84 ] [ 85 ]   |
| 22 ottobre   | A Seat at the Table                                                     | Solange              | 1             | 72.000        | [ 86 ] [ 87 ]   |
| 29 ottobre   | Revolution Radio                                                        | Green Day            | 1             | 95.000        | [ 88 ] [ 89 ]   |
| 5 novembre   | Walls                                                                   | Kings of Leon        | 1             | 77.000        | [ 90 ] [ 91 ]   |
| 12 novembre  | Joanne                                                                  | Lady Gaga            | 1             | 201.000       | [ 92 ] [ 93 ]   |
| 19 novembre  | Trap or Die 3                                                           | Jeezy                | 1             | 89.000        | [ 94 ] [ 95 ]   |
| 26 novembre  | This House Is Not for Sale                                              | Bon Jovi             | 1             | 129.000       | [ 96 ] [ 97 ]   |
| 3 dicembre   | We Got It from Here... Thank You 4 Your Service                         | A Tribe Called Quest | 1             | 135.000       | [ 98 ] [ 99 ]   |
| 10 dicembre  | Hardwired... to Self-Destruct                                           | Metallica            | 1             | 291.000       | [ 100 ] [ 101 ] |
| 17 dicembre  | Starboy                                                                 | The Weeknd           | 5             | 348.000       | [ 102 ] [ 103 ] |
| 24 dicembre  | The Hamilton Mixtape                                                    | Artisti vari         | 1             | 187.000       | [ 104 ] [ 105 ] |
| 31 dicembre  | 4 Your Eyez Only                                                        | J. Cole              | 1             | 492.000       | [ 106 ] [ 107 ] |

Note:
1. 1 2 3  Ha raggiunto il numero uno anche nel 2015
2. ↑  Ha raggiunto il numero uno anche nel 2017